# Saviors Tour (Green Day)
Il Saviors Tour è una tournée che i Green Day hanno intrapreso tra maggio e settembre del 2024, dopo l'uscita del loro quattordicesimo album Saviors, pubblicato il 19 gennaio 2024.
Il tour iniziò a Santo Domingo in Spagna il 30 maggio 2024 e terminò al Petco Park di San Diego. 
Tour particolarmente significativo per la band, che nello stesso anno ha festeggiato i 20 anni di American Idiot, e i 30 anni Dookie. La band non ha di certo snobbato questo evento, suonando nella stragrande maggioranza dei concerti i due album per intero.

## Scaletta
1. The American Dream Is Killing Me
2. Burnout
3. Having A Blast
4. Chump
5. Longview
6. Welcome to Paradise
7. Pulling Teeth
8. Basket Case
9. She
10. Sassafras Roots
11. When I Come Around
12. Coming Cleen
13. Emenius Sleepus
14. In the End
15. F.O.D.
16. Know Your Enemy
17. Look Ma, No Brains!
18. One Eyed Bastard
19. Dilemma
20. Minority
21. Brain Stew
22. American Idiot
23. Jesus of Suburbia
24. Holiday
25. Boulevard of Broken Dreams
26. Are We the Waiting
27. St. Jimmy
28. Give Me Noveccaine
29. She's a Rebel
30. Extraordinary Girl
31. Letterbomb
32. Wake Me Up When September Ends
33. Homecoming
34. Whatsername
35. Bobby Sox
36. Good Riddance (Time of Your Life)